# Mola del Grebol
Mola del Grebol är ett berg i Spanien.   Det ligger i provinsen Província de Tarragona och regionen Katalonien, i den östra delen av landet, 400 km öster om huvudstaden Madrid. Toppen på Mola del Grebol är 595 meter över havet.
Terrängen runt Mola del Grebol är kuperad åt nordväst, men åt sydost är den platt. Havet är nära Mola del Grebol åt sydost.  Närmaste större samhälle är Mont-roig del Camp, 14,2 km nordost om Mola del Grebol. 